# Comitia

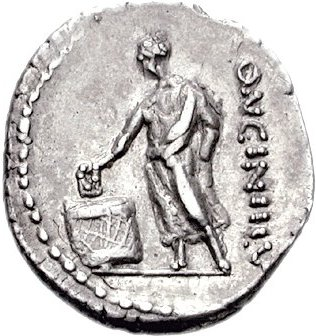
En väljare avger sin röst.

Comitia (latin: coire, gå tillsammans), Komitier, "sammanträden", var folkförsamlingar i antikens Rom, där romerska folket, populus romanus, som vederbörligen sammankallats av därtill befogad ämbetsman, sammanträdde för att under hans ledning och ordnat i politiska avdelningar utöva sin suveränitet (myndighet) genom lagstiftning, dom (i brottmål) och val (av överhetspersoner).

## Utveckling
Efter hand blev emellertid romerska senaten, som egentligen i förhållande till folkförsamlingen (och ämbetsmännen) var en rådgivande och bekräftande myndighet, den faktiska regeringen, och folkförsamlingen, som var beräknad för ett mindre samhälle, visade sig för en stat av sådant omfång som det romerska riket som olämpligare, eftersom varje romersk medborgare, om han ville utöva sin rösträtt, måste personligen infinna sig i Rom. 
Mot slutet av republiken blev komitierna, som huvudsakligen var sammansatta av den lägre huvudstadsbefolkningen, en tummelplats för lidelsefulla partistrider. Den dömande befogenheten övergick efter hand (från 149 f.Kr.) på stående brottmålsdomstolar och upphörde under Augustus; den lagstiftande bestod, om än inskränkt, till Tiberius’ tid, då senatsbeslut eller kejserlig förordning trädde i stället för "lag", liksom Tiberius till senaten överlämnade valen av de gamla republikanska ämbetena. Som tom ceremoni förekom komitier ännu i 3:e årh. e.Kr. Komitierna var av tre slag: 

## Comitia curiata
1. Äldst var comitia curiata (under kungatiden; senare utan politisk betydelse), som vanligen hölls på comitium, den plats där medborgarna sammanträdde, indelade i kurier för att välja kung, tilldela den nyvalde kungen (under republikens tid vissa ämbetsmän) de rättigheter som åtföljde högsta makten, imperium, samt bevittna och bekräfta vissa familjerättsliga frågor, till exempel en patriciers övergång till plebejståndet och arrogation; sistnämnda befogenhet ännu under kejsartiden. 
Comitia calata (av calare, sammankalla) hette folkförsamling under ledning av pontifex maximus i och för vissa sakrala handlingar (bevittna testamenten, Rex Sacrorum, med mera).

## Comitia centuriata
2. Comitia centuriata, från slutet av kungatiden. Det värnpliktiga borgerskapet, patricier och plebejer, sammanträdde, militäriskt indelat i klasser (efter förmögenhet) och centurier, vanligen på marsfältet, för att välja högre ämbetsmän, döma vid svårare brott till dödsstraff eller landsflykt samt stifta lagar. Ledare var en högre ämbetsman, vanligen en konsul.

## Comitia tributa
3. Den under republikens senare tid vanligast förekommande folkförsamlingen var den s.k. comitia tributa, där man röstade efter tribus, kretsar. I strängt juridiskt språkbruk synes man ha skilt mellan comitia tributa (från 449 f.Kr.), varvid hela det romerska borgerskapet, patricier och plebejer, under ledning av konsul eller pretor, röstade efter tribus, och concilia plebis, där blott plebejerna under ledning av en tribun röstade efter samma grunder (fr. 471 f.Kr.), men i dagligt tal synas båda uttrycken ha använts om sistnämnda församlingar. 
Ett beslut på dessa concilia plebis, som alltid leddes av tribuner och sannolikt var tillgängliga bara för plebejer, kallades plebiscit; 
under republikens senare århundraden fick det efter hand kraft av komitiebeslut, måhända därför att idén om folkviljan såsom tillräcklig grund för lag (utan kontroll av patres, som förut ansetts nödvändig) trängde igenom. På tribusförsamlingarna valdes lägre statsämbetsmän och folktribuner samt avkunnades dom i bötesmål, varjämte lagstiftningen mer och mer förlades dit. Platsen var Forum Romanum eller marsfältet. 
Komitier inleddes med bön, varpå ofta följde förberedande förhandling med diskussion o.s.v. i en så kallad contio (icke beslutande församling); därpå följde omröstning (från 2:a årh. f.Kr. sluten) i politiska avdelningar.